# Збиковски, Марк
Марк «Zibo» Джозеф Збиковски (родился 21 марта 1956 года в Детройте, штат Мичиган) — архитектор программного обеспечения компании Microsoft. Начал работать в компании через несколько лет после её создания, ведущими направлениями являлись MS-DOS, OS/2, Windows Cairo и Windows NT. В 2006 году он был награждён как единственный работник, проработавший в компании 25 лет, кроме Билла Гейтса и Стива Балмера. В настоящее время он является техническим консультантом в нескольких компаниях и читает лекции в Вашингтонском университете.
Збиковски разработал формат исполняемых файлов MS-DOS, и заголовок этого файлового формата начинается с его инициалов в ASCII кодах: 'MZ' (0x4D, 0x5A).